# Jane Brownlow
Jane Macnaughton Egerton Brownlow (née Morgan ; 1854/55 – 14 novembre 1928) est une pédagogue, écrivaine, traductrice et suffragette britannique.

## Biographie
Brownlow est né à Paisley en 1854 ou 1855 du lieutenant-colonel George Bernard Morgan et Jane Macnaughton. Son père est militaire et major de la ville de Gibraltar. Elle se marie à la chapelle du roi de Gibraltar avec le capitaine Edward Francis Brownlow le 20 août 1872. Son mari sert en Inde et fait partie du 71e Highland Regiment. Elle est à Gibraltar jusqu'à la mort de son mari en 1875, date à laquelle elle déménage en Angleterre.
Elle s'exprime ouvertement sur le sujet des droits et du droit de vote des femmes. En 1891, elle est responsable d'une école primaire à Finsbury où elle s'étonne de la mauvaise éducation des filles de la classe ouvrière,.
Elle s'intéresse aux conditions de travail des femmes et des enfants. Elle note que les lois restreignant le travail de nuit des hommes couvrent rarement des professions comme la danse ou les soins infirmiers et d'autres professions associées aux femmes. La Ligue des syndicats des femmes lui demande de siéger à un comité chargé d'examiner le rôle des enfants salariés et de donner des conseils sur la réforme, aux côtés de la socialiste Margaret Macdonald et Ruth Homan.
Brownlow est membre du féministe Pioneer Club, de la Fabian Society, de la Humanitarian League, de la Teachers' Guild et de la Women's Liberal Federation. Elle est également une membre active de la Women's Franchise League, voyageant en 1895 pour rencontrer d'autres membres du comité, dont Ursula Bright, Herbert Burrows, Jane Cobden et le Dr et Mme Pankhurst à Aberystwyth. L'année suivante, elle appuie une motion à la Fédération libérale des femmes visant à retirer le soutien aux candidats libéraux opposés au droit de vote des femmes. Cette idée est le thème central de la Women's Progressive Society à laquelle appartient Brownlow.
Brownlow meurt à Londres en 1928.

## Publications
- Women's Work in Local Government, England and Wales. Londres : David Nutt, 1911
- The English Woman: Studies in her Psychic Evolution de David Staars est traduit du français par Brownlow en 1909 (Londres : Smith, Elder, 1909)
- Women and Factory Legislation. Londres : Women's Printing Society, 1896 (une brochure)